# Базыленко, Анна Мартыновна
Анна Мартыновна Базыленко (бел. Ганна Мартынаўна Базыленка; 4 марта 1908 — 19 января 1980) — советская белорусская учёная-лингвист, кандидат филологических наук.

## Биография
В 1920-е годы публиковала стихи, рассказы и пьесы в сборниках Витебского молодёжного филиала «Пачатак» и «Світанне», а также в периодической печати под псевдонимом «Анна Ореховская» (болг. Ганна Арахоўская). Окончила Белорусский государственный университет в 1931 году, работала в Институте языка, литературы и искусства АН Белоруссии в 1933—1938 годоах. Преподаватель БГУ в 1944—1970 годах, в 1949—1955 годах — заместитель декана филологического факультета.
Участвовала в создании «Русско-белорусского словаря» 1937 года и «Практического белорусско-русского словаря» (рукопись утрачена во время Великой Отечественной войны). Защитила в 1952 году кандидатскую работу «Устойчивые словосочетания в языке произведений Якуба Коласа» (бел. Устойлівыя словазлучэнні ў мове твораў Якуба Коласа), автор монографии «Вспомогательные и составляющие слова, словосочетания и предложения в белорусском литературном языке» (бел. ) 1964 года.
Автор ряда научных статей по проблемам современного белорусского языка, в том числе по вопросам языкового творчества Якуба Коласа. Соавтор учебника «Курс соввременного белорусского литературного языка: Морфология» (бел. Курс сучаснай беларускай літаратурнай мовы: Марфалогія, 1957 год), первого тома академической «Грамматики белорусского языка» (1962 год).